# راتينجية هملايا
راتينجية هملايا هو نوع من الأشجار دائمة الخضرة من الفصيلة الصنوبرية، موطنها غرب الهملايا و الجبال المتاخمة لها، من شمال شرق أفغانستان، وشمال باكستان، والهند إلى وسط نيبال. ينمو على ارتفاعات 2400-3600 متر في الغابات مع الأرز الدوداري والصنوبر الأزرق [الإنجليزية] وتنوب بندرو.